# إيمل ماتيس
إيمل ماتيس (Emil Mathis) أو إيمل إيرنست كارل ماتيس (15 مارس 1880 في ستراسبورغ - 3 أغسطس 1956 في جنييف) كان منتج سيارات فرنسي.
ذهب ماتيس إلى بريطانيا لكنه عاد مرة أخرى إلى ستراسبورغ وبدأ في تجارة السيارات، وكتاجر للسيارات بدأ مع إنتاج السيارات. أسس فيما بعد شركة ماتيس التي اكتسبت نجاحاً كبيراً قبل الحرب العالمية الثانية. كما عمل جنبا إلى جنب مع إيتور بوغاتي.

## روابط خارجية
- إيمل ماتيس على موقع DriverDB.com (الإنجليزية)